# Avenida 17 de Agosto
A avenida Dezessete de Agosto é um logradouro do município do Recife, capital do estado brasileiro de Pernambuco. É a principal via do bairro de Casa Forte, além de fazer parte de seu percurso os bairros de Parnamirim, Santana, Poço da Panela e Monteiro. Por ela circulam cerca de 1.900 veículos por hora em horário de pico, de acordo com a Companhia de Trânsito e Transporte Urbano (CTTU). 
A avenida tem essa denominação para homenagear a Batalha de Casa Forte, travada entre os luso-brasileiros e os holandeses nessa mesma data no ano de 1645. A avenida está situada no local da antiga estrada de ferro Maxambomba que terminava no bairro de Dois Irmãos.

## Edifícios
- Sede da Fundação Joaquim Nabuco (Fundaj)
- Museu do Homem do Nordeste
- Quartel do Centro de Preparação dos Oficiais da Reserva do Recife (CPOR)